# Dodonaea triquetra
Dodonaea triquetra är en kinesträdsväxtart som beskrevs av Wendl.. Dodonaea triquetra ingår i släktet Dodonaea och familjen kinesträdsväxter. Inga underarter finns listade i Catalogue of Life.